# Осада Буды (1530)
Осада Буды (венг. Buda ostroma) — одно из сражений австро-турецкой войны 1529—1533 гг. Неудачная попытка войск австрийского эрцгерцога Фердинанда I отвоевать столицу Венгерского королевства Буду у османских войск.
В 1529 году с началом очередной войны османский султан Сулейман Великолепный захватил Буду и сделал венгерского магната Яноша Запойяи своим вассалом. Поскольку войска Запойяи были слабыми, для защиты Буды Сулейман оставил гарнизон из 3000 османских солдат под командованием Альвизе (Людовико) Гритти, к которому позже присоединились 800 сербских и турецких солдат.
Австрийский эрцгерцог Фердинанд I, претендент на венгерский престол, хотел править во всём королевстве, поэтому он попытался занять Буду, что привело к осаде, которая длилась с 31 октября по 20 декабря 1530 года. Габсбургская армия состояла из 9 тысяч австрийских, немецких и испанских наемников, итальянских солдат (частично папских), а также трех-четырёх тысяч верных Фердинанду венгров. Осаду поддерживала речная флотилия, в которую входили почти четырнадцать галер и около сорока других судов. Командовал осадой Вильгельм фон Роггендорф.
Осаждающим мешали неблагоприятная погода и успешная оборона гарнизона, отбившего первых два штурма. 10 декабря Роггендорф приказал начать генеральный штурм замка с трёх пунктов: с северо-востока, востока и с горы Геллерт на юго-западе. Атака с юго-запада изначально была успешной, однако защитники вовремя перебросили резервы и отбросили нападавших. Вскоре защитники замка начали резать лошадей, так как у них закончилась еда.
20 декабря стало известно о подходе османских деблокирующих войск, поэтому намечавшийся четвёртый штурм был отменён, и 22 декабря армия Габсбургов двинулась обратно в Вену. Отступление проходило в спешке, поэтому много больных и раненых солдат было захвачено войсками Запойяи, который приказал их убить.
После окончания осады Буды турки продолжали свои вторжения на территорию габсбургских владений.